# 353年
| 千纪： | 1千纪                                                                                           |
| 世纪： | 3世纪 \| 4世纪 \| 5世纪                                                                         |
| 年代： | 320年代 \| 330年代 \| 340年代 \| 350年代 \| 360年代 \| 370年代 \| 380年代                       |
| 年份： | 348年 \| 349年 \| 350年 \| 351年 \| 352年 \| 353年 \| 354年 \| 355年 \| 356年 \| 357年 \| 358年 |
| 纪年： | 癸丑年（牛年）；东晋永和九年；前凉建兴四十一年；代国建国十六年；前秦皇始三年；前燕元玺二年      |

## 大事记
- 王羲之以行草寫成《蘭亭集序》。永和九年三月三日，王羲之与孙绰、谢安、王蕴、支遁等名士，及其子王凝之、王徽之等四十一人，宴集修禊于兰亭，饮酒赋诗，王羲之并为诗集作序

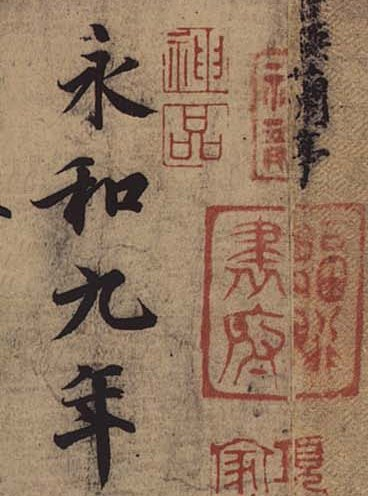
永和九年三月三日，王羲之与孙绰、谢安、王蕴、支遁等名士，及其子王凝之、王徽之等四十一人，宴集修禊于兰亭，饮酒赋诗，王羲之并为诗集作序

- 殷浩率七萬大軍大舉北伐，目標是前秦控制的洛陽，因後趙降將姚襄叛晉自立而失敗。
- 前燕衛將軍慕容恪東進魯口，攻打呂護。
- 前涼桓王張重華病重，下手令想徵召謝艾入朝為衞將軍、監中外諸軍事，輔佐年僅九歲的幼子張曜靈繼位，是為前涼哀公，伯父張祚輔政不久，張祚以國家需要年長君主為由奪位，自稱大都督、大將軍、涼州牧、涼公，並殺害謝艾，此後宗室內亂不止，國勢大衰。

## 逝世
- 前涼桓王張重華，十六国时期前凉政权的君主，前涼文王張駿庶長子。
- 謝艾，敦煌人。中國十六國時期前涼官員、將領。